# 擬聲音效

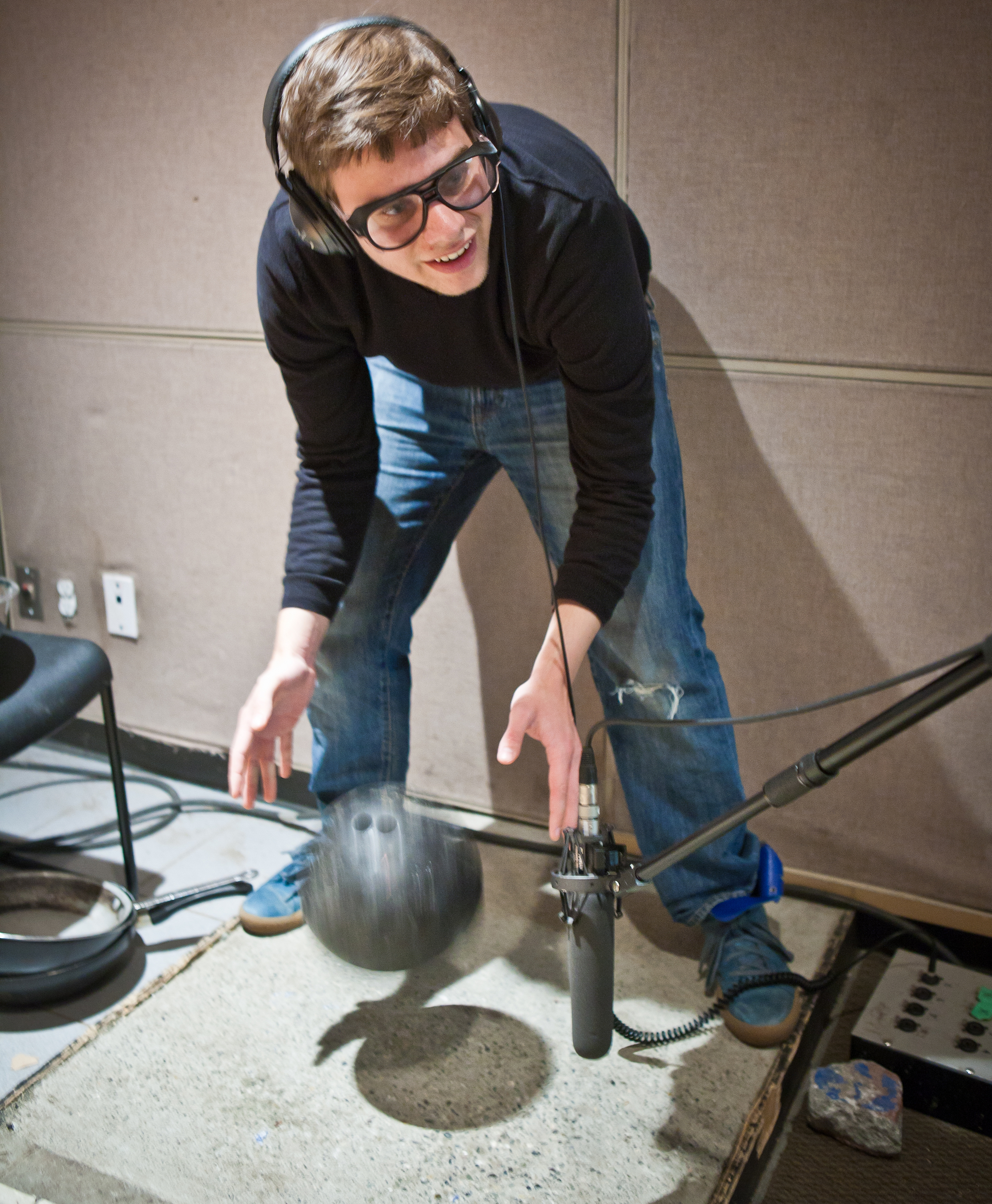
工作中的擬聲艺术家

在電影製作中，擬聲音效（Foley）是在后期制作中添加到电影、影片和其他媒体中以提高音频品质的日常声音效果。在英語中，這些效果被稱為Foley，以紀念首次於電影中運用這種音效方法的音效艺术家Jack Foley。这些加入的擬聲音效可以是任何声音，例如衣服摩擦的聲音、脚步声、吱吱作响的门和玻璃破碎的聲音等。拟音常用于增强电影的听觉体验。擬聲音效还可用于掩盖拍摄期间在电影片场捕捉到的不需要的声音，例如飛過的飞机或经过車輛的噪音。
擬聲音效通常在被称为拟音舞台或拟音工作室的地方製作。拟音艺术家重现了电影所描绘的逼真的环境背景音。电影的道具和布景通常与现实生活中的對應物品所發出的聲音不同，因此需要电影制作人对声音进行拟音。 最好的拟音艺术与电影完美融合，甚至令觀眾没有注意到音效來自擬音效果。擬聲音效有助于在场景中营造真实感。如果没有这些关键的背景噪音，觀眾會覺得电影异常安静和不舒服。

## 历史

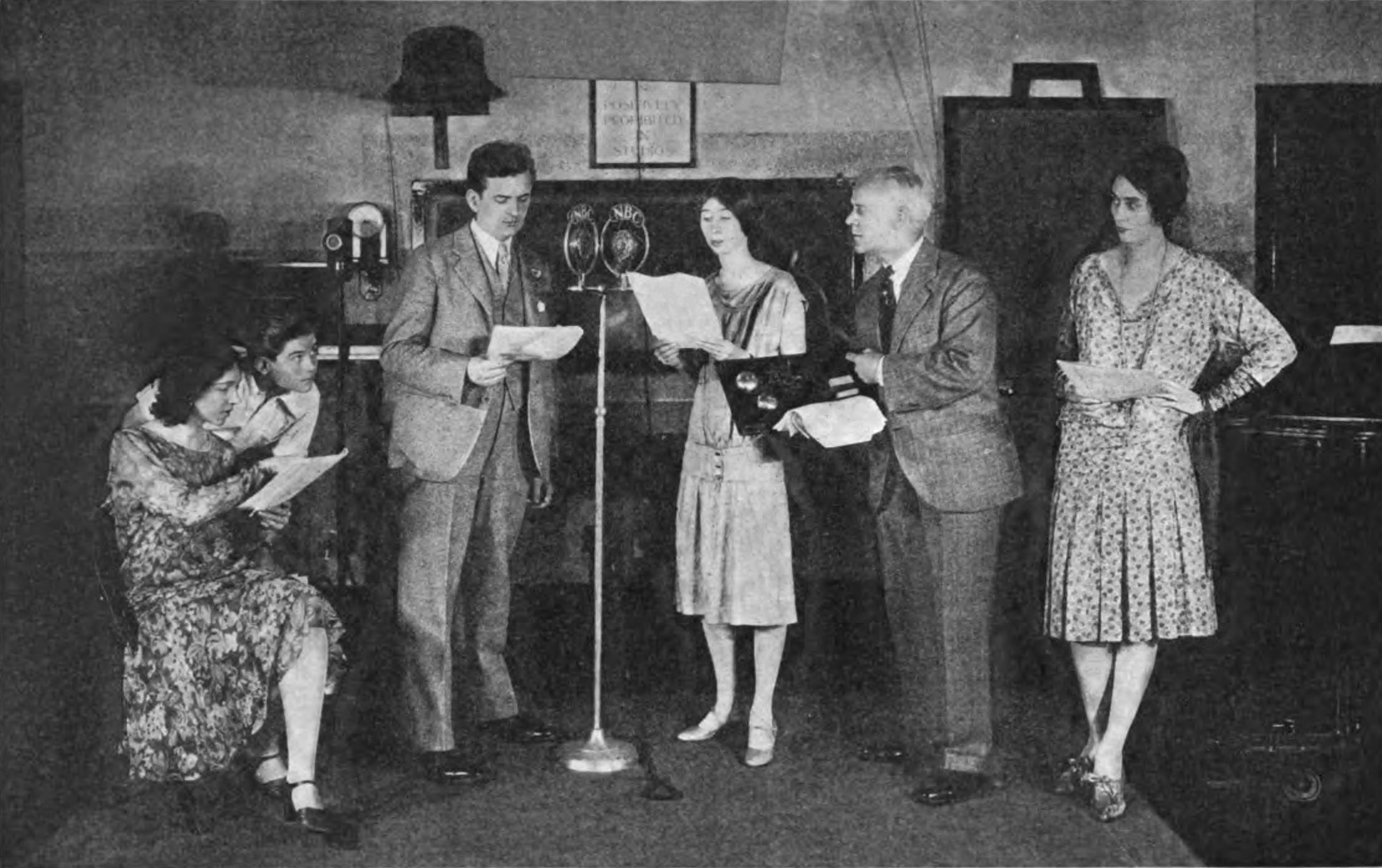
一位早期的音效师（中右）在1920年代为现场广播剧添加音效。他拿着一个效果板，用以模拟电话铃响和关门。

现在所谓的拟音起源于1920年代初期，當時的拟音師在世界各地广播工作室的广播剧现场直播中添加音效。那个时代的留声机录音没有辦法忠实地再现大多数声音效果，因此音效人员必须在现场為广播剧製作所有声效。杰克·福利于1914年在无声电影时代开始与环球影業合作。当华纳工作室发行第一部有聲的电影《爵士歌手》时，环球公司知道它需要保持竞争力，並徵求所有有广播经验的员工參與。  Foley 成为将环球当时即将上映的“无声”音乐剧Show Boat变成音乐剧的音效团队的一员。因为当时的麦克风只能接收对话，所以其他声音只能在电影拍摄後再加入。  Foley 和他的小团队将电影放映在屏幕上，同时录制一条音频，捕捉了他们的现场音效。他们的时机必须完美，以便脚步声和关门声与电影中演员的动作同步。Jack Foley 一直为电影创作声音，直到1967年去世。他的一些方法至今仍在使用。
现代拟音艺术随着录音技术的改進而一起进步。現今声音不必在单个音频轨道上现场录制。不同的聲音可以分別在不同的音軌上錄製，再小心地與它們在畫面中的对应物精準同步。拟音工作室使用数百个道具和電子效果来重现不同电影的环境声音。

## 用途
拟音是田野录音的一種，补充或替代了拍摄时现场录制的声音。大多数电影的音景都一併運用了這兩種方法。拟音艺术家是创造这种声音艺术的人。拟音艺术家利用创造力让观众相信声音效果是真实的。观众不會意识到声音实际上并不是拍摄过程本身的一部分。电影拍摄后，在后期制作中将拟音添加到电影中。在電影製作中需要替換或增強聲音的原因是，拍攝過程中捕捉到的原始聲音經常被噪音遮擋，或者不夠擬真，從而不能強調該視覺效果或動作。例如，動作片中的打拳場景通常由特技演員上演，因此沒有實際的打擊聲。道具、佈景和服裝通常使用相對便宜且重量輕的材料製成，這些材料在視覺上看似更昂貴的材料，但聽起來並不相像。撞車與爆炸的聲效通常在後期製作階段添加或增強。製作拟音時，會將現場錄製的聲音移除，然後在音軌上添加對應的音效。通過這種先移除，後補回的做法，剪輯可以完全控制每個噪音的聲音、品質和相對音量。拟音效果令多媒体源的音频品质顯得更有層次和真實感。
擬音師會先看一次電影，從而確定他們需要添加哪些聲音才能獲得所需的聲音和效果。他們準備好製作聲效所需的物料後，他們就會製作這些聲音。當他們完成所需的聲音時，他們會再觀看電影並同時添加聲音效果。這類似於演員重新錄製對話的方式，與視頻或電影圖像對口型。
使用配音替换对话的场景也具有拟音音效。自动对话替换（ADR）是在后期制作中录制语音声音的过程。这是由一台机器来完成，该机器調整錄製的声音与电影的声音，以便声音与电影一起运行。ADR技术的目的是在拍摄后将声音效果添加到电影中，使声音同步。许多声音並沒有在拍摄时被添加，而且麦克风可能无法以观众期望听到的方式捕捉到声音。当电影公司开始在国际上发行以其他语言配音的电影时，对拟音的需求急剧增加。這是因為當对白的音軌被替换後，对话时同時录制的所有現時音效也会丢失。

## 創作
擬聲藝術是由声音艺术家在录音棚中模仿实际声源创建的。通常在电影的任何给定场景中都会发生许多小音效。将它们全部记录下来的过程可能非常耗时。
拟音艺术可以分为三大类——脚聲、动作聲和细节聲。

### 脚
此類的音效需要脚步声。为了发出下楼梯的声音，拟音艺术家會一邊觀看有關片段，一邊将脚跺在大理石板上。拟音工作室有许多不同类型的鞋子和几种不同类型的地板来创造脚步声。 这些地板，被称为拟音坑， 種類从大理石方块板到砾石和岩石坑不等。创造恰到好处的脚步声可以大大增强场景的感觉。創造這些腳步聲時，拟音艺术家通常被称为“拟音步行者”或“踏步者”。

### 動作
“动作”类别构成了电影中听到的许多更微妙的声音，例如，当两个演员从彼此身边走过时，衣服摩擦发出的嗖嗖声。这种声音是通过以演员双腿交叉的相同速度在麦克风附近摩擦两块相同材料而产生的。摩擦的物料並不一定是布料。具體的呈現方式一般由負責後期混音的混音师自行決定。

### 細節
拟音还可以包含其他声音，例如关门声和门铃响声；但是，使用由声音编辑器安排的库存声音效果往往可以更有效地完成这些工作。
拟音效果可帮助观众判断空间的大小。例如，一个大的大厅有很大的回音，而一个小房间可能只有轻微的回音。 开放的室外空间通常根本没有回音。

### 常用技巧
- 玉米淀粉放進皮袋中會发出雪嘎吱嘎吱的声音。[3]
- 一副手套听起来像鸟儿拍打翅膀。[3]
- 一支箭或一根细棍子发出嘶嘶声。[3]
- 一把旧椅子发出可控制的吱吱声。[3]
- 将浸水的生锈铰链放在不同的表面上时会发出吱吱声。不同的表面会显着改变声音。[3]
- 沉重的釘枪与其他小的金属声音相结合，可以模擬枪声。[3]
- 金属耙子可以发出链条栅栏的嘎嘎声/吱吱声；当拖过一块金属时，它还可以发出金属的尖叫声。[3]
- 沉重的车门和挡泥板可以产生所需的大部分汽车声音，但在录音室里放一整辆车会更好。[3]
- 燃烧的塑料垃圾袋切成条状，当袋子融化并滴落到地面时，会产生逼真的声音蜡烛或柔软的不噼啪声。[3]
- ¼ 英寸的录音带在被踩到时听起来像草或刷子。[3]
- 明胶和洗手液会发出挤压声。[3]
- 冷冻生菜会发出骨头或头部受伤的声音。[3]
- 椰子壳切成两半，塞满填料，发出马蹄声。[3]
- 玻璃纸产生噼啪作响的火焰效果。[3]
- 需要精选的木门和金属门来制造各种门声，但也可用于发出吱吱作响的船声。[3]
- 木地板表面上的橡果、小苹果和核桃可用于模擬骨折。
- 核桃被用来代替一杯水中的冰块，因为它们不会融化。
- 罐头狗粮可用于外星豆荚胚胎驱逐和怪物发声。[11]
- 大而薄的金属板，弯曲时可用于打雷。

在《星球大战》中，本·伯特（Ben Burtt）引入了许多用于该系列的特殊效果。光剑的嗡嗡声是电影放映机马达与电视显像管嗡嗡声混合并进一步混合。激光槍是基于拉紧的无线电塔拉线被撞击的声音。黑騎士的呼吸声是呼吸调节器的聲音。TIE战斗机的嗖嗖聲是混合了减慢速的大象群噪音和汽车在水中行驶的聲音，丘巴卡的声音包括搁浅在干水池中的海象的呻吟声以及其他动物的声音，而 R2D2說話時發生的嗶聲是Burtt 自己的声音與合成声音混音的效果，以使其机器人效果人性化。
火標誌劇院是一个喜剧廣播劇团，偶尔会打破第四面墙来取笑这些例（“从页面顶部开始，圣巴巴拉就一直在下雪，我不得不抖掉我的雪靴上的玉米淀粉”） 。喜剧演员巨蟒在他们的电影《巨蟒与圣杯中》也有包括一个這樣的笑话: 一群假装骑马的骑士，他們的侍从跟在后面，拍打着半個椰子。 